# 电成型材料

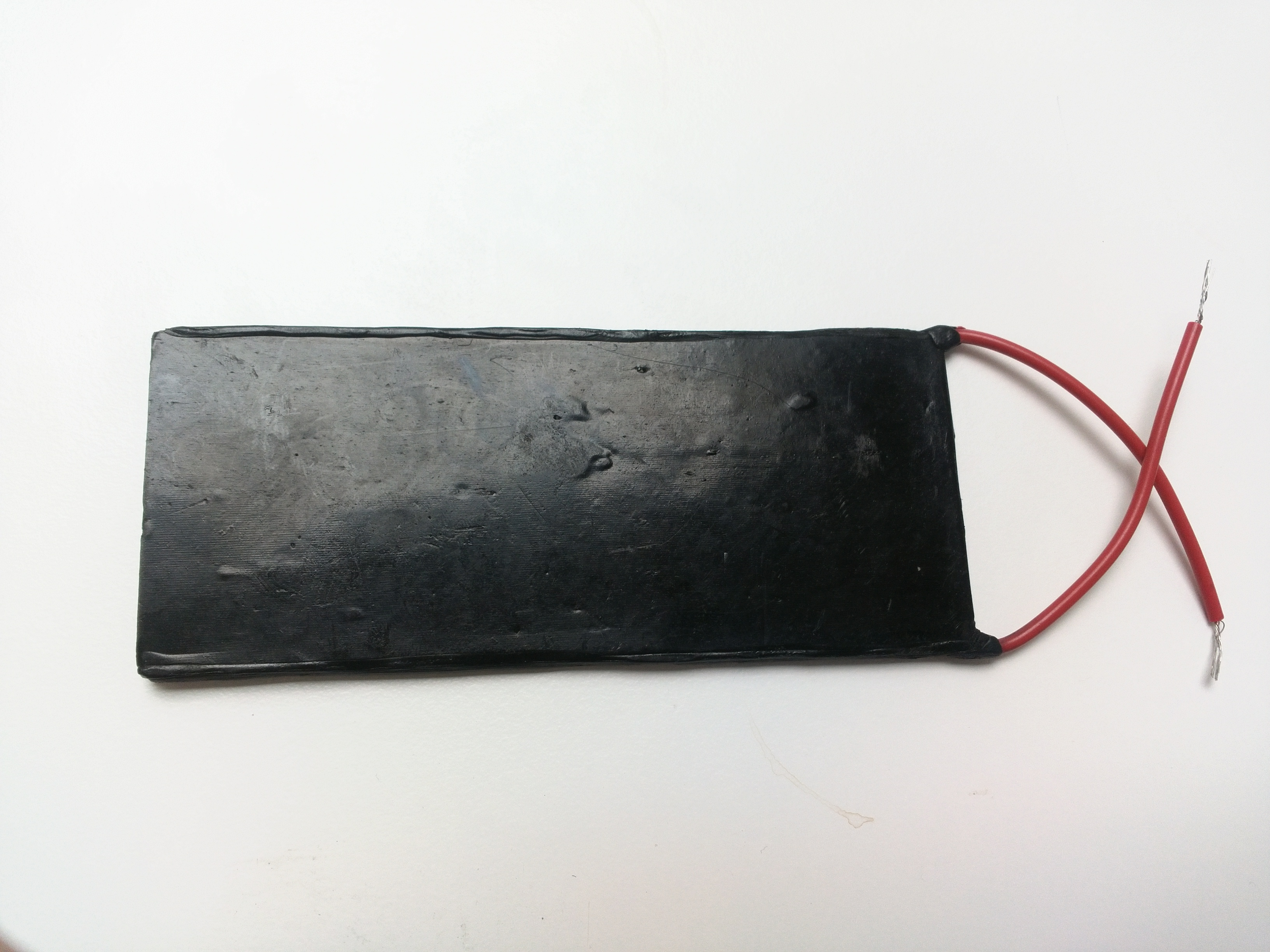
电成型材料元件

电成型材料是一种以热塑性聚合物为基体的复合材料。
电成型材料在常温下是刚性塑料，可以获得多种形状，可以取代PVC、PE、PC、EVA等传统的热塑性材料。
电成型材料的特殊之处在于当有电流通过时将获得流动性和延展性，断电后恢复硬度，且这一过程是可逆的。这一特性使其可以快速热成型，并易于在诸多领域中应用。一个明显的优点是可以提高与人体接触的日常用品的舒适度。
电成型材料在可热成型制品中尤其有用，特别是在运动装备领域（例如滑雪靴，鞋底，身体防护）和医疗领域（例如夹板）中。
不应将电成型材料与电活性聚合物混淆，因为二者是基于不同物理原理的两种材料。

## 物理原理

电成型材料元件示例

电成型材料的设计基于一个非常简单的物理原理：它实际上是内置了一对可以外加电压的电极的导电热塑性材料。
当外加电压时，在焦耳效应的作用下，聚合物由于自身的存在电阻被加热直至其熔化温度，超过该温度后，聚合物将变得粘稠而不能用手去改变形状。
理想情况下，电成型材料所使用的热塑性聚合物应具有相对较低的熔点（比如60℃）以便使用者在没有燃烧危险的情况下使用，同时减少能量损耗。
可以使用包括直流电和交流电在内的任何电压，但是其功率要与电成型材料的质量成正比。尽管有热量逸散，但仍需要根据电成型材料的质量来选择最小的功率以达到熔化温度。

## 历史
聚合物和热塑性导电复合材料自20世纪70年代以来就已存在，但是电成型材料是一个新的概念。2015年，法国人皮埃尔-路易·博耶（Pierre-Louis Boyer）和亚力克西斯·罗伯特（Alexis Robert）首次开发出了第一款电成型材料。

## 应用

### 适用于非批量生产
一些与人体接触的刚性物体需要适应使用者的姿态，以便将压力分布在整个人和物体的接触面上，从而提高使用者的舒适度，避免可能导致诸多问题（比如褥疮）的压力集中点。
不同个体之间存在的巨大差异使得这种刚性材料制品的规模化生产变得极其困难。通常，这种特有形状产品的生产都需要优化生产过程，而这一优化常常是以使用模具而实现的（如注塑成型、金属冲压成型等）。为了解决形态多样性的问题，生产者常常不得不增加生产工具以适应产品尺寸和形状的多样化。举个很明显的例子，同一种鞋的尺码可以多达15至20种。从另一个角度看，这一点是非常重要的：
- 成本：工业工具如注塑模具非常昂贵，因此所需的投资与数量成正比。
- 后勤：随着产品种类的增加，库存管理也变得越来越复杂。然而，比起产品的多样性工业制造者数量却相当有限。例如，一个制鞋商要生产三种不同颜色十五种不同尺码的鞋就需要对3x15即45种不同款名进行管理。

由于变化的多样性，设计师几乎无法满足个体的所有外形特征要求。最常见的策略是根据一般人的身体特征来设计产品，虽然可以满足大多数用户，但依然会有相当大的一部分人的需求无法得到满足。

### 热成型产品
热成型产品可以满足用户对产品外形要求，通常在低于其熔点的温度下使用。不需通过产品变化来进行调整，热成型产品的初始形状即可满足用户对产品外形的需求。目前许多应用都采用热成型的原理，例如：滑雪靴、鞋底、芭蕾舞鞋、医用夹板等。
这类传统热塑性材料的局限性之一是加工其所需的设备的技术性质。实际上，为使材料达到熔化温度，加热时通常用的是烘箱或者水浴。
电成型材料也同样可以满足用户对产品外形的需求。

#### 优点
- 最终用户只需将产品接到适配电源上即可轻松完成作业。
- 材料通过焦耳效应对自身直接加热，成型速度快。

#### 缺点
- 需要通电
- 电源的使用需要符合安全标准，特别是当电压高于50V时。

## 外部連結
- 演示视频